# Farmàcia Padrell
La farmàcia Padrell és un establiment situat al carrer de Sant Pere Més Baix, 52 de Barcelona, catalogat com a d'interès (categoria E2).

## Història i descripció
Tal com consta al rètol, va ser fundada el 1561 al barri de la Ribera. Després de la desfeta del 1714, l'enderrocament de bona part del barri per a construir-hi la fortalesa de la Ciutadella en va motivar el trasllat a l'emplaçament actual. A finals del segle xviii, l'apotecari Leopold Padrell, que per la seva condició de prevere no tenia fills, va traspassar el negoci al seu ajudant Genís Xammar i va ser enterrat a la capella de Santa Llúcia de la Catedral, sota una enigmàtica làpida on apareix la figura d'un canó i les lletres LL.
El 1894, el farmacèutic Miquel Escuder impulsà la reforma de l'establiment, amb un gran vitrall de Joan Espinagosa, pioner a l'Estat en fer servir el sistema de vidre imprès, originari del Regne Unit. A les vidrieres, emplomades i policromades, es pot distingir una gran varietat de plantes i flors, que surten d'uns albarells decorats, i a la cantonada dreta hi ha la signatura de l'artista. A la part superior, en forma de timpà, hi ha el rètol FARMACIA PADRELL amb tipografia modernista, i al capdamunt, en un cercle que representa el Sol i del qual surten raigs, «Fundada en 1561».
A l'interior hi ha un conjunt d'armaris de fusta amb vitrines, que presenta detalls ornamentals en baix relleu. Sobre aquests, s'estén un fris de tela pintada amb representacions de diverses plantes medicinals amb el seu nom en llatí i acompanyades d'estris farmacèutics. En una de les parets hi ha una petita fornícula amb una imatge de fusta de la Mare de Déu i el Nen Jesús. Al sostre destaca un llum de ferro forjat i vidre especialment decorat amb roses, trèvols, escuts de quatre barres i altres elements vegetals, atribuït a Esteve Andorrà i que va obtenir el primer premi de disseny a l'Exposició Internacional de 1929.
Al llarg del segle xx, la farmàcia ha tingut diversos propietaris, i des del 1982 ho és Joan Fonoll.